# 小坂勝人
小坂 勝人（こさか かつんど、1901年（明治34年） – 1953年（昭和28年））は大正時代から昭和時代前期にかけての日本画家。

## 経歴
富山県高岡市国吉に生まれる。富山県立工芸学校（現・富山県立高岡工芸高等学校）卒業後、東京美術学校日本画科、同校研究科で学ぶ。結城素明に師事。1926年第7回帝展「海景」で初入選、以後同展、新文展、日展に作品を発表する。戦禍を避けて城端町に疎開し、戦後は富山県日本画家連盟の設立等に尽力した。

## 作品
- 「海景」
- 「堰」
- 「龍膽」
- 「夏」[1]
- 「村娘」[2]
- 「白衣観音」
- 「五ヶ山風景」
- 「遊ぶ唐子」（三日曽根の曳山の幔幕原図）